# Aloysius Anagonye
Aloysius Anagonye (Southfield, Michigan, 10 de febrer de 1981) és un jugador de bàsquet professional. És descendent de nigerians, i ha representat internacionalment Nigèria en diverses competicions, com mundials i afrobaskets.

## Carrera esportiva
Va debutar professionalment a l'NCAA amb l'equip dels Michigan State University, on va jugar des de l'any 1999 fins al 2003, proclamant-se campió de l'NCAA el 2000. El seu següent equip va ser a Europa, l'Olimpija Ljubljana, amb qui va guanyar la copa i la lliga. La temporada següent va anar a la lliga italiana, i en el mes d'octubre de 2005 va fitxar pel Joventut de Badalona. L'any 2006 se'n va tornar als Estats Units per jugar amb els Los Angeles D-Fenders de la NBDL, abandonant l'equip en el mes de març. Després jugaria a les lligues italiana, francesa i israeliana, abans de tornar a l'ACB per jugar amb l'Autocid Ford Burgos de la LEB Or la temporada 2009-10. La següent temporada la va començar a Eslovènia, fitxant en desembre pel Blancos de Rueda Valladolid de la lliga Endesa.